# 2014年招远围殴女子致死案
2014年招远围殴女子致死案，警方称之为“5·28”故意杀人案，是指在2014年5月28日发生在中国山东省招远市的一起杀人命案。一名女子在一家麦当劳快餐店用餐时，被要求提供手机号码，拒绝后遭到6人团伙围殴致死。当地警方接到报警后当场将6人逮捕。
事发次日当地警方经社交网络发布相关案情，在案发现场的照片和录像被上传后，该案件引发中国网民的广泛关注。据中国公安部公布，嫌疑人均为“全能神教”成员，山東省煙台市人民檢察院於7月21日對其中五名嫌犯提出公訴，起訴張立冬、張帆、呂迎春利用邪教組織破壞法律實施罪、故意殺人罪，被告人張航、張巧聯犯故意殺人罪。10月11日，烟台市中级人民法院公开宣判该案，一审判处张帆、张立冬死刑，其余几人分别判处无期徒刑至七年有期徒刑，张航、张巧联在此前庭审中曾表示认罪、悔罪。
2015年2月2日，经最高人民法院核准，山东省烟台市中级人民法院依法对犯故意杀人罪、利用邪教组织破坏法律实施罪的罪犯张帆、张立冬执行死刑。

## 案发过程
2014年5月28日晚9点10分后，张立冬（河北籍）及其三個子女同张航（河北籍）、吕迎春（山东籍）一起乘坐一辆保时捷卡宴来到事发麦当劳餐厅，根据网帖描述，其中一人（年约20岁）为发展信徒向用餐的人逐个提出要手机号码，当他们找到受害人吴硕艳的位置上时，吴硕艳拒绝提供手机号。20岁女子返回一行人之中，另一30多岁女子大声说道：“你去要，不要低声下气，要有自信，说你给不给我手机号。”20岁女子返回被害人桌子，拍桌大叫：“你给不给我手机号？”吴硕艳回答：“一边玩去。”30多岁女子反驳：“你不给手机号你一边玩去。”双方言语冲突后30多岁女子举起餐厅凳子朝受害人敲击数下，受害人还击后以光头男子为首的一行人，使用钢制拖把等殴打受害人吴硕艳，当场打死受害人。
根據視頻顯示的內容，當時有兩男四女對受害者進行毆打，其中有一人為約莫十二、三歲左右的少年。行凶者大骂女子“恶魔”、“永世不得超生”。有民眾想上前制止，遭到其中一名女兇手喝止，並威脅周圍民眾「誰管誰死」。麦当劳的工作人员两次前往劝阻殴打，被两名女性凶犯用头盔扔打。民警到达后，光头男子仍在殴打受害者。民警制止过程中，在吧台的三名女性凶犯及小男孩前往阻止民警，后续支援民警及附近保安将光头男子控制。往外押送时，遭到小男孩的阻止，一女性凶犯在被控制过程中，仍有攻击民警的行为。

## 當事人

### 罪犯
罪犯共6人，均为“全能神”成员。6人均参与了对被害人的殴打。
其中4人來自一個家庭，包括河北籍罪犯张立冬（1959年出生）、其长女张帆（1984年出生）、次女张航（18岁）和儿子张舵（2001年出生，案发时未满14周岁）。随行的两名女性分别是山东籍吕迎春（1975年3月8日出生）、河北籍张巧联（张立冬的情人，1990年8月23日出生），6人均无业。张立冬的儿子目前辍学。
除张立冬的儿子因为未达刑事责任年龄外，其余5人均因涉嫌故意杀人罪被刑事拘留。
张立冬過去曾經是一名基督徒，家境富裕，早年从事医药批发，并曾担任过老家的中共村黨支部書記，在招远有面积90平方米商品房一套，三层别墅一座。张家共有三辆车，一辆道奇、一辆吉普、一辆保时捷卡宴。张立冬长女张帆上过大学，还曾到美国留学，最早在2005年就接触“全能神”，随后全家开始信奉“全能神”。虽然张家家境富裕，但家人省吃俭用，把一千多万元都用來發展全能神组织。该教于1995年被中华人民共和国公安部认定为邪教组织。虽然该教派自称是一个受基督教影响在中国大陆产生的教派，但其教义多与基督教教义严重相悖（如基督教奉耶稣为上帝的独生子，道成肉身拯救世人，而全能神教奉一个女子为耶穌化身，號稱全能神、“女基督”），故该教派普遍被基督教视為異端，教徒也不再作為基督徒。人民网报导称全能神教设有“护法队”，殴打不愿入教或意图脱教的人。
5月31日，中国中央电视台《焦点访谈》栏目播出了对张立冬的采访记录。张立冬受访时称，打被害人是因为“她就是恶魔，就是邪灵，所以要打死她。」在回答是否害怕法律时，他回应道：“不害怕，我们相信神。”但张立冬在采访中有意回避关于全能神教的组织结构，及其在該教中地位的问题。而事后媒体披露，其长女张帆和另一名犯罪嫌疑人吕迎春在团伙中地位最高，其他人都是跟随者。根据媒体披露的庭审纪实，张帆和吕迎春称他们自己是神，还说「判死刑了，我们也不会死」。

### 受害者
受害人吴硕艳今年36岁，有一个不到7岁的儿子。据其家属介绍，吴硕艳是在事发麦当劳楼上的商场工作。事发当晚，吴硕艳下班后，便去楼下的麦当劳休息等待丈夫金中慶去接她下班，结果期间遭遇不幸。

## 社会反应及争议
“5·28”招遠案殺人嫌犯被依法批捕之後，中國反邪教協會向社會公開了一份包含20個現活躍於中國境內的邪教組織的官方名單。該協會3日發佈的名單包括“全能神”、“門徒會”等1990年前後成立於中國境內的組織，也包括“呼喊派”、“統一教”等上世紀五六十年代發端於境外後滲入境內的組織。中國反邪教協會秘書長李安平說，名單由協會內來自科技界、法律界、宗教界的反邪教人士共同制定，20個組織都是當前對社會危害特別嚴重的。

### 麥當勞公司
麥當勞公司於5月30日在其新浪官方微博發表聲明，指對於發生在招遠分店的事件感到痛心。並表示相關部門正在處理該事件，而麥當勞會全力配合警方的調查。另外，事發分店暫停營業。
案发之后公布的监控视频显示，麦当劳一位身穿白色衣服的女性副经理两次前往劝阻犯罪嫌疑人，被两名女性嫌疑人用头盔扔打。

### 圍觀者未參與施救
隨著事件被網友曝光，網路上出現了「為何圍觀者不施予援手」的疑問。
此次事件發生的時候，有民眾試圖上前制止，但是遭到兇手喝止「誰管誰死」，最後造成人員傷亡。根據目擊者的描述，兇手在打人的時候，不但手段殘暴，而且在施暴的過程中不斷念出「永世不得超生」、「死去吧，惡魔」等類似宗教性質的語言。而另一位施暴女子更是喊出「打死她，快點」、「殺了她」等暴力語句。因此外界評論認為，當下民眾是被暴徒的行為嚇到，即便是有人想上前制止，但是遭到威脅之後也只能圍觀兇手施暴卻沒有上前制止。
隨著網絡熱議圍觀民眾為什麼不上前施予援手，並紛紛表示對圍觀民眾表示憤慨的同時，騰訊新聞以「如果你在現場，會出手制止行兇者嗎？」為題，做了一個隨機性調查，調查顯示超過五萬的受訪者表示會出手相助，然而不會制止的人卻超過了七萬人。
对此，受害者家属表示理解，认为这也是人之常情，“凶手那么凶残，人有害怕恐惧的心理都很正常，我们也不会指责谁”，只希望能够“严惩凶手”。
有分析人士认为，有关“为何无人施救”话题中的部分论调有“道德绑架”的嫌疑，同时认为这种现象的产生是部分“公共知识分子”在社会中进行的个人主义、利己主义的宣传所致，并称其中部分“公知”在案件发生后反过来指责在场围观者“冷漠”的做法是“倒打一耙”。

### 警方態度
事件於28日晚間9點發生，招遠市警方在29日上午以社交媒體的方式對外通報，稱案發後4分鐘趕到现场，并在30日下午成立專案小組。

### 网络传言
事发后，网络上出现了一系列关于此事的传言，如“张某是当地金矿矿主”、“张某和招远市公安局局长孙宝东勾结”、“邪教徒杀人可以减刑”等。
实际上，中国法律明确不允许私人开办金矿。孙宝东早在2013年10月就被免去招远市公安局局长职务。但此后谣言稍加改动，去掉“金”、“孙”等字眼重新出炉，仍引发部分民众质疑。另外，该惨案事发三天之后，经过视频网络曝光才引起广泛关注。当局事先采取张某某称呼主犯，经网友曝光真实姓名为张立冬。后来公布真实姓名果然是张立冬，只是公布的职业为“无业”，在民间引发争议。此外，“邪教杀人减刑”则是部分人士对《中华人民共和国刑法》第300条的曲解，且犯罪嫌疑人均以“故意杀人罪”为罪名遭到刑事拘留。

### 纪念
2014年6月3日（即死者的“头七”）上午10點10分，死者的丈夫、儿子等多名亲属来到事发麦当劳门前祭奠，整个过程持续了五分钟，事后有网友爆料有疑似全能神信徒意图报复，前去闹事，被便衣警察带走，不过后来确认并非全能神信徒；死者丈夫金中慶的弟弟在微博發表簡短致謝：「家人（早上在門前祭奠時）沒有受到任何傷害，社會各界的好心人要為我們提供援助和捐款。在這裡我代表我們受害者的所有家人謝謝大家。可我們並沒有對外公布過任何銀行賬戶和卡號。」

### 全能神教会态度
全能神教会发文否认犯罪嫌疑人为“全能神”教会成员，并称其为被中共利用的一伙精神病患者，旨在栽赃陷害打击全能神教会。

## 审判
8月21日上午，该案件在山东烟台中级人民法院进行开庭审理，检察机关认为张帆等被告人的行为已经构成了故意杀人罪，以及利用邪教组织破坏法律实施罪。张帆、张立冬等五名被告人出庭。法庭上，被告人张帆等三名被告仍然认为他们杀害的是一个“恶灵”，自己受到了恶魔的伤害，自己的行为属于正当防卫，并且认为全能神的教义跟国家认定的邪教组织并不符合。法庭将择期宣判。
10月11日，烟台中级人民法院公开宣判该案，一审判处张帆、张立冬死刑，其余几人分别判处无期徒刑至七年有期徒刑，被告人吕迎春表示服判，不上诉，其他被告人当庭没有明确表示是否上诉。
具体判决如下：
1. 被告人张帆犯故意杀人罪，判处死刑，剥夺政治权利终身；犯利用邪教组织破坏法律实施罪，判处有期徒刑七年，决定执行死刑，剥夺政治权利终身。
2. 被告人张立冬犯故意杀人罪，判处死刑，剥夺政治权利终身；犯利用邪教组织破坏法律实施罪，判处有期徒刑五年，决定执行死刑，剥夺政治权利终身。
3. 被告人吕迎春犯故意杀人罪，判处无期徒刑，剥夺政治权利终身；犯利用邪教组织破坏法律实施罪，判处有期徒刑七年，决定执行无期徒刑，剥夺政治权利终身。
4. 被告人张航犯故意杀人罪，判处有期徒刑十年。
5. 被告人张巧联犯故意杀人罪，判处有期徒刑七年。
6. 已被冻结的「全能神」邪教组织活动经费；已被扣押的用于“全能神”邪教活动的犯罪工具（被告人张帆的黑色“指南者”小型越野车；被告人张立冬的黑色“指南者”小型越野车；苹果5S手机一部；苹果牌平板电脑两台；联想牌台式电脑一台；笔记本电脑两台）均予以没收，由冻结、扣押的公安机关上缴国库。

该案受害者家属未获民事赔偿。2014年10月14日，受害人吴硕艳的丈夫金中庆及其岳母向烟台市人民检察院递交了抗诉申请，要求烟台市人民检察院对该案一审判决提出抗诉。金中庆认为，该案被告人吕迎春的判决量刑畸轻，应判处其死刑。2014年11月10日，金中庆的舅舅吕学义对媒体宣称，他们已经撤回了该抗诉申请，并称不想再谈论此事。
2015年2月2日，主犯张帆与张立冬被执行死刑。

## 后续

### 罪犯狱中忏悔及减刑
2016年5月，仍在狱中服刑的张航表示，自己及家人“受全能神教义蛊惑，丧失理智，罔顾法律，对受害者及家属造成不可弥补的伤害。”对于两年前的疯狂行为表示忏悔，自己即使从狱中出来也无颜面对受害者家属。
2017年5月，《中国青年报》特别报道了吕迎春与张航两名女犯在狱中忏悔救赎的历程。由于表现良好，吕迎春由无期徒刑减至有期徒刑21年零3个月（根据刑事判决书推算将于2035年8月28日出狱），张航获减刑5个月（根据刑事判决书推算已于2023年12月28日出狱）。

## 外部連結
- 《山东女子遭6人围殴死亡》專題：騰訊新聞（页面存档备份，存于）／新浪網（页面存档备份，存于）／鳳凰網（页面存档备份，存于）
- 全能神教会博文专题：公审招远案
- 2014麥當勞殺人案：此案件並非全能神教會所為（页面存档备份，存于）
- 山东招远命案 震惊中国网民（页面存档备份，存于）